# Qin Wangping

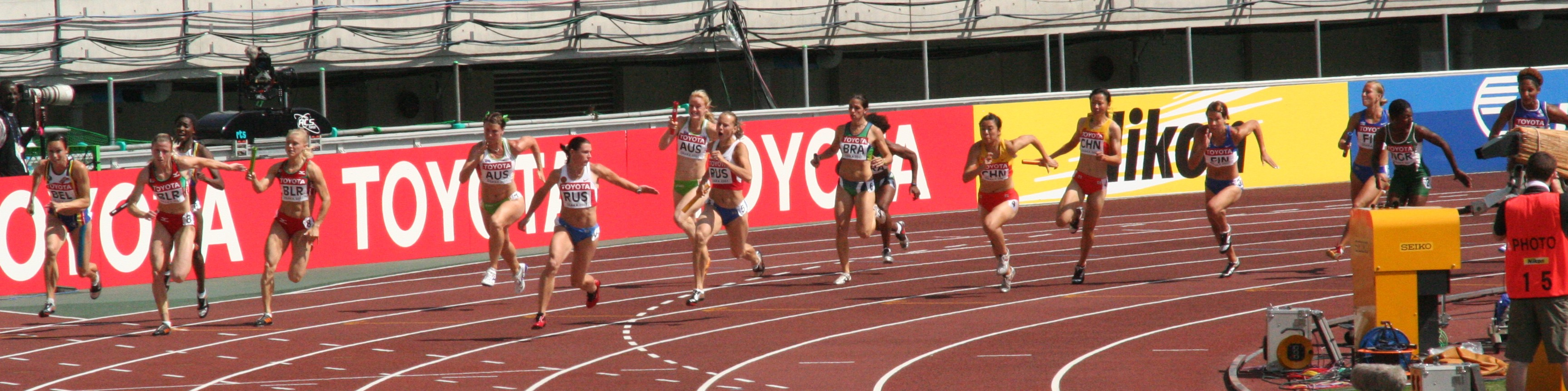
Mistrzostwa Świata w Lekkoatletyce 2007 w Osace - Qin Wangping (szósta od prawej)

Qin Wangping (chiń. 秦旺平; ur. 16 czerwca 1982) – chińska lekkoatletka, sprinterka, dwukrotna olimpijka (2000, 2008).

## Osiągnięcia indywidualne (bieg na 100 m)
- liczne medale mistrzostw Azji:
  - Kolombo 2002 - srebro
  - Manila 2003 - srebro
  - Inczon 2005 - złoto
- brązowy medal igrzysk azjatyckich (Pusan 2002)
- złoto Uniwersjady (Daegu 2003)

## Osiągnięcia wsztafecie 4 x 100 metrów
- medale mistrzostw Azji
- 2 złote medale igrzysk azjatyckich (Pusan 2002 i Doha 2006), w 2002 Wangping sięgnęła również po brąz w sztafecie 4 x 400 metrów
- złoto Uniwersjady (Daegu 2003)
- 8. miejsce na igrzyskach olimpijskich (Sydney 2000)
- 7. miejsce podczas pucharu świata (Madryt 2002), zawodniczki startowały jako reprezentacja Azji, lecz w składzie były same Chinki

## Rekordy życiowe
- bieg na 100 m - 11,30 (2000)
- bieg na 200 m - 23,08 (2000)